# (10698) Singer
Pour les articles homonymes, voir Singer.
(10698) Singer est un astéroïde de la ceinture principale.

## Description
(10698) Singer est un astéroïde de la ceinture principale. Il fut découvert le 3 mars 1981 à l'observatoire de Siding Spring par Schelte J. Bus. Il présente une orbite caractérisée par un demi-grand axe de 2,31 UA, une excentricité de 0,12 et une inclinaison de 2,3° par rapport à l'écliptique.